# Liste der Einträge im National Register of Historic Places im Kenedy County
Die Liste der Registered Historic Places im Kenedy County führt alle Bauwerke und historischen Stätten im texanischen Kenedy County auf, die in das National Register of Historic Places aufgenommen wurden.

## Aktuelle Einträge
| Lfd. Nr. | Name im NRHP                                    | Bild | Datum der Eintragung | Adresse/Lage                | Ort         | NRHP-ID  | Beschreibung |
| -------- | ----------------------------------------------- | ---- | -------------------- | --------------------------- | ----------- | -------- | ------------ |
| 1        | King Ranch                                      |      | 15. Okt. 1966        | Kingsville and its environs | Kingsville  | 66000820 |              |
| 2        | Mansfield Cut Underwater Archeological District |      | 21. Jan. 1974        | Address Restricted          | Port Isabel | 74002083 |              |